# Chu-Bura
CHU-BURA è un brano musicale del gruppo musicale giapponese Kelun, pubblicato come loro secondo singolo il 2 luglio 2008. Il singolo ha raggiunto la ventesima posizione della classifica Oricon dei singoli più venduti in Giappone ed è rimasto in classifica per cinque settimane. Il brano è stato utilizzato come ottava sigla dell'anime Bleach, dal centosessantottesimo episodio al centottantanovesimo.

## Tracce
CD Singolo SECL-655
1. CHU-BURA - 4:34
2. Boy's Don't Cry - 3:48
3. ASAYAKE UMBRELLA - 3:59
4. CHU-BURA ～instrumental～ - 4:34

## Classifiche
| Classifica (2008)                  | Posizione più alta |
| ---------------------------------- | ------------------ |
| Giappone (Oricon)                  | 20                 |
| Giappone (Billboard Japan Hot 100) | 8                  |